# Дюма, Мари Александрин
Мари Александрин Дюма (фр. Marie-Alexandrine Dumas; Париж, 5 марта 1831 — Курбевуа, 26 марта 1878), французская писательница, художница, дочь Дюма отца и актрисы Белль Крельсамер. Мари Александрин Дюма и Александр Дюма (сын) единственные официально усыновленные дети Дюма (отца).

## Происхождение

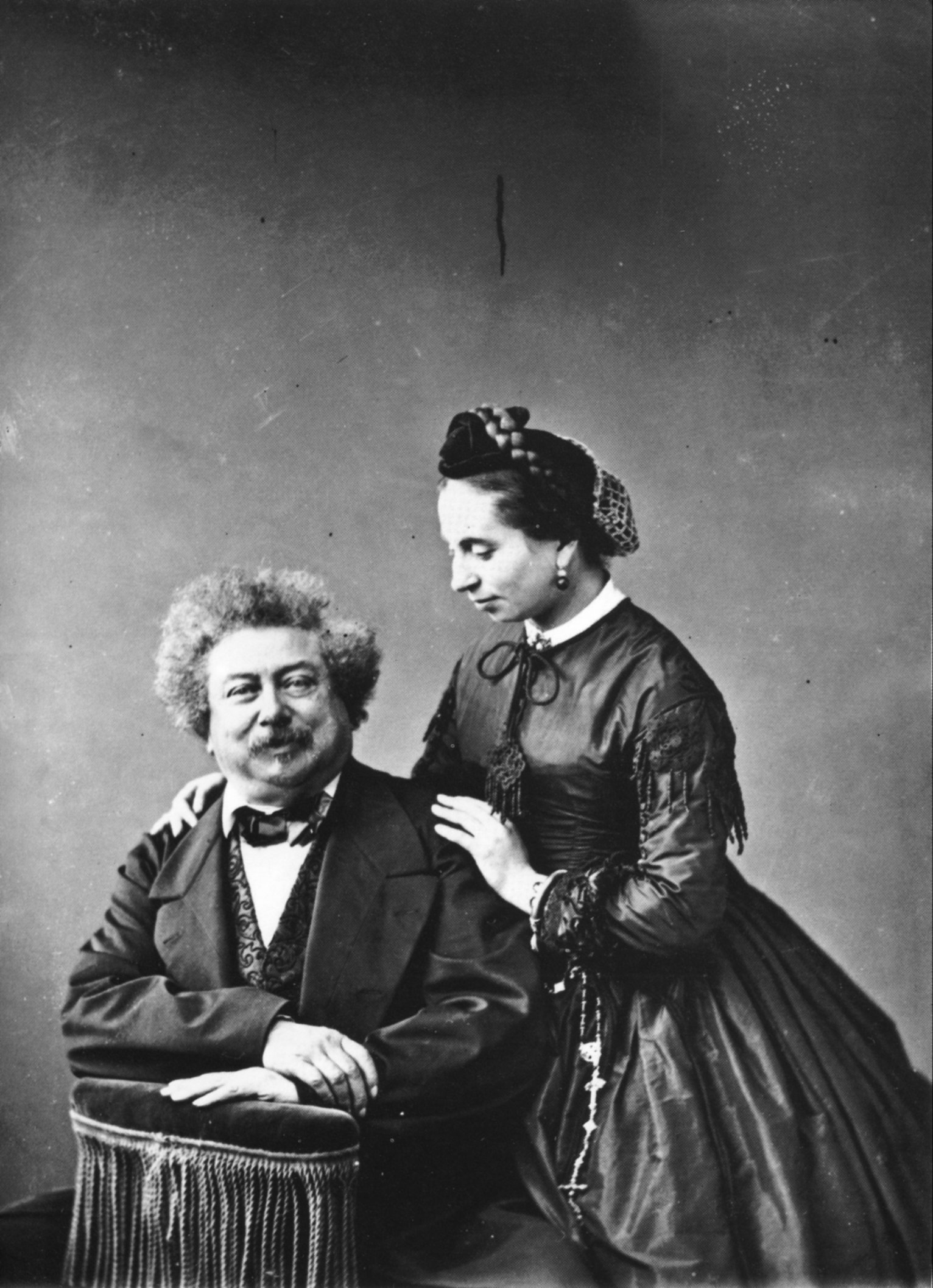
Александр Дюма с дочерью Мари Александрин. Фотография Феликса Надара ок.1865

В конце мая 1830 года актёр Фредерик Фирмен познакомил Дюма с актрисой Белль Крельсамер (известной в театральных кругах под сценическим псевдонимом Мелани Серре). Сам Дюма так описывал её внешность в своих воспоминаниях: «У неё были черные, как смоль, волосы, глубокие глаза цвета лазури, прямой нос, как у Венеры Милосской и жемчужины вместо зубов».
Белль сняла квартиру по соседству от Дюма, и у них начинается бурный роман.
Менее чем через год, 5 марта 1831 года у них рождается девочка, названная Мари Александрин. В метрической книге значилось: «Родилась на улице Университетской, дом 7, отец и мать неизвестны». Внешне Мари во многом переняла выразительные черты лица матери.
Дюма, наученный горьким опытом со своим 6-летним сыном Александром, на этот раз решает не затягивать с признанием дочери. К тому же к признанию дочери подталкивала и его наметившаяся репутация защитника незаконнорожденных детей, в связи с готовящейся к выходу в свет пьесы «Антонио». 7 марта 1830 года, всего через два дня после рождения Мари Александр Дюма официально становится её отцом. Немаловажную роль сыграла и жесткая позиция самой Белль Крельсамер, которая к тому же пыталась как можно теснее приблизить к себе Дюма.
Дальнейшие события показывают, что её больше интересовал карьерный рост, во многом зависящий от связи с Дюма. Она оставляет своего старшего сына (некоторые источники указывают, что это была дочь от кратковременной связи с бароном Тейлором, а вскоре и маленькую Мари, отдав её на попечительство платной кормилице. Мари целый год приходится довольствоваться редкими встречами с родителями.
Непостоянный Дюма вскоре расстается с Белль Крельсамер и женится на Иде Ферье, которая в дальнейшем фактически и занималась воспитанием Мари Александрин.
Они привязываются к друг другу и эта привязанность сохранится на всю жизнь. Мари, называла её не иначе как «дорогая маменька». Мари очень тяжело переживала развод отца и «маменьки». Она осуждала образ жизни отца, его расточительность и ненавидела его многочисленных любовниц.

## Брак

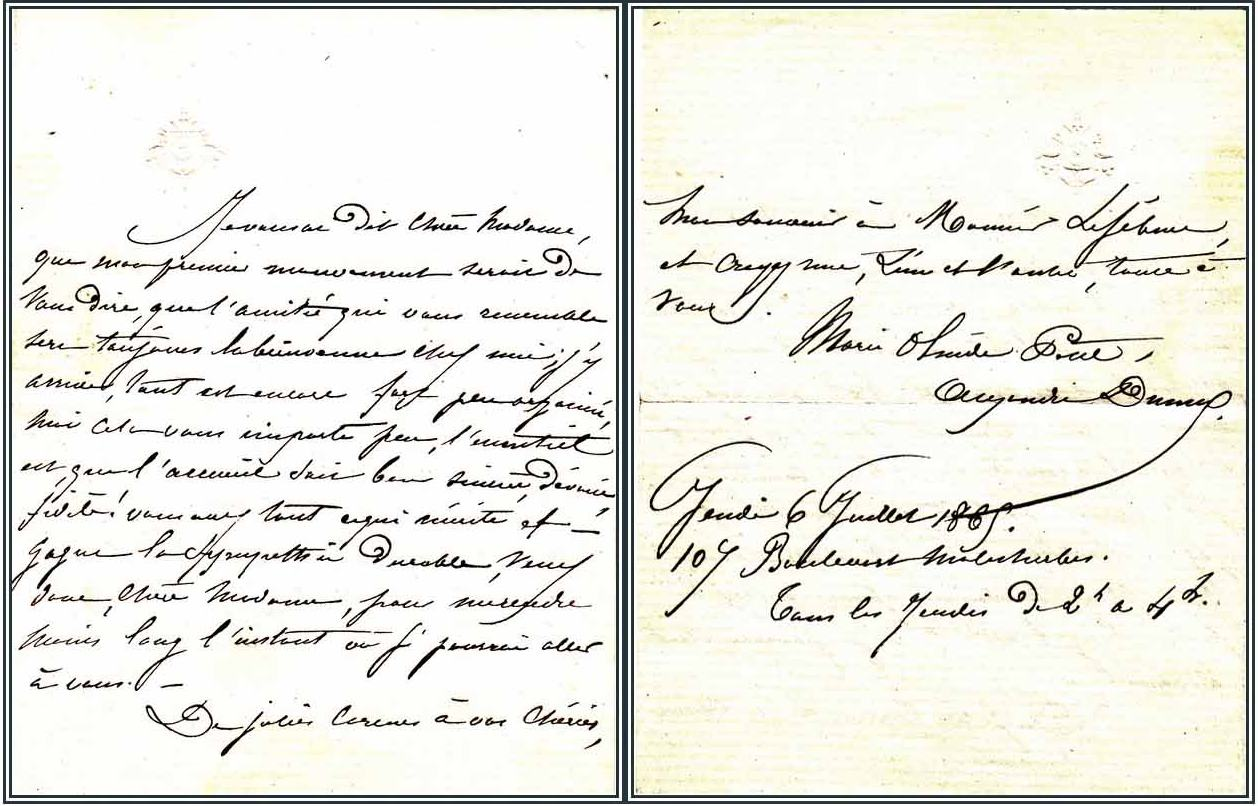
Письмо Мари Александрин Дюма с адресом Дюма (отца),1865

Мари Александрин вышла замуж за Пьера Оланда Петеля, сына врача, небогатого, беспечного поэта, стихи и переводы которого с 1854 года публиковались в «Мушкетере». Муж был на 6 лет моложе Мари. Она познакомилась с ним во время сотрудничества с журналом «Мушкетер», который в это время издавал её отец. В это время Пьер был одним из секретарей Александра Дюма.
4 мая 1856 года был подписан брачный договор, на следующий день состоялась гражданская свадьба, а 6 мая состоялось венчание в парижской церкви Église Saint-Philippe-du-Roule.
Затем последовало свадебное путешествие в Италию. Семейная жизнь Мари и Пьера проходит в постоянных разъездах. Они посещают Испанию, Ближний Восток, останавливаясь в Иерусалиме, посещают Константинополь. Мари начинает замечать, что у мужа появились признаки расстройства психического здоровья. Они проявлялись в том числе и в сочинениях Пьера в виде навязчивых сцен насилия. По возвращении из поездки на Восток в мае 1861 Мари Александрин решается покинуть мужа, она бежит от него и находит приют в парижском монастыре Успения Пресвятой Богородицы. Начинается судебная тяжба бракоразводного процесса, которая 5 мая 1862 была отклонена судом Шатору. Её муж смиряется с раздельным проживанием супругов. Мари Александрин переезжает жить к своему отцу.

## Зрелые годы

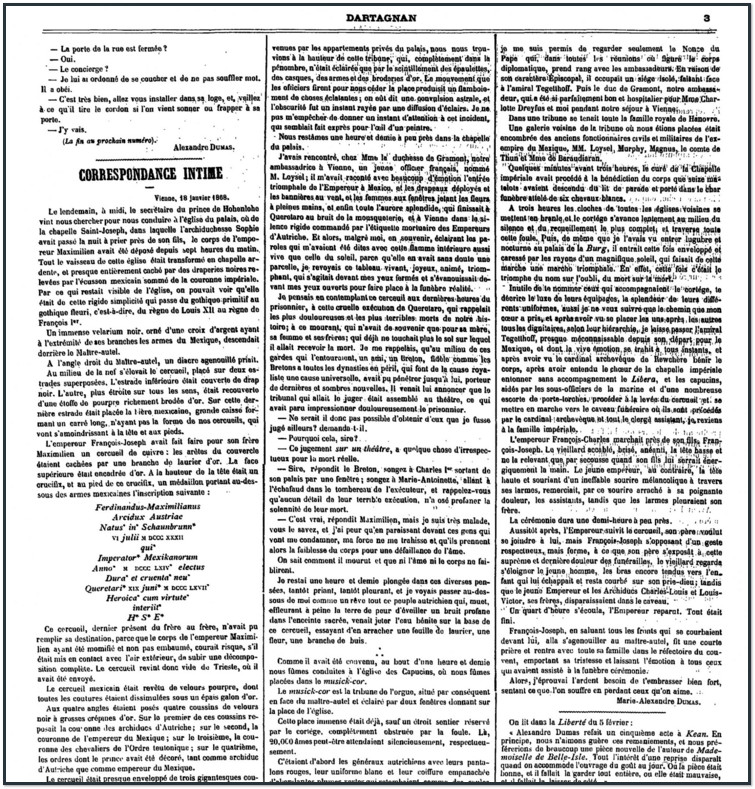
Публикация романа-фельетона Мари Александрин Дюма «Интимный дневник», «д’Артаньян», 1868

Её жизнь постепенно входит в привычное русло. Она принимает друзей, ведет активный образ жизни. Берет уроки рисования, выставляя свои работы (Salon de 1865). Основная тематика её живописных работ — повседневная жизнь Парижа и Брюсселя.
В этот же период жизни она создает и публикует в журналах отца «Мушкетер» и «д’Артаньян» свои произведения — романы — фельетоны: На смертном одре (Au lit de mort), 1866; Мадам Бенуа (Madame Benoit), 1868), Личный дневник (Correspondance intime), 1868,.
Анатоль Франс оставил такое описание дочери Дюма:

Это серьёзная и красивая молодая женщина, чье появление полно благородства и сопровождается умеренным женским обаянием. В своем туалете она подражает одеянию монахов и монахинь.

Несмотря на осуждение образа жизни Дюма, между отцом и дочерью на протяжении всей жизни сохранялись теплые отношения, которые стали ещё теснее после развода дочери.
В конце 1865 года Дюма отправляется в путешествие. Его сопровождает Мари Александрин. С 12 ноября по 9 января 1866 года они посетили Пруссию, Австрию и Венгрию.
Мари Александрин умерла 26 марта 1878 года в возрасте 47 лет в Парижском пригороде Курбевуа, ненамного пережив своего отца и мать.

## Основные публикации
- «Au lit de mort» Le Mousquetaire II 1867-02-02 n°77
- «Correspondance intime» Le Dartagnan 1868-02-04 n°1
- «Madame Benoit» Le Dartagnan 1868